# باکلان‌های آرام
باکلان‌های آرام (نام علمی: Urile) یک سرده از پرندگان خانواده باکلانان است که معمولاً به عنوان «باکلان‌های شمال اقیانوس آرام» شناخته می‌شوند. این سرده شامل ۳ گونه موجود و ۱ گونه اخیراً منقرض‌شده‌است که همگی در شمال اقیانوس آرام یافت شده یا هستند.
اعضای این سرده قبلاً در سرده باکلان‌های سیاه رده‌بندی می‌شدند، اما مطالعه‌ای در سال ۲۰۱۴ نشان داد که اعضای این کلاد نماینده یک سردهٔ خواهری Phalacrocorax هستند و آنها را در سردهٔ جداگانهٔ Urile طبقه‌بندی کرد. IOC در سال ۲۰۲۱ این طبقه‌بندی را دنبال کرد. تصور می‌شود که Urile حدود ۸٫۹ تا ۱۰٫۳ میلیون سال پیش از سردهٔ Phalacrocorax جدا شده‌است.